# Drowning Mona
Drowning Mona is een Amerikaanse (zwart-)komische film uit 2000 van Nick Gomez met in de titelrol Bette Midler en verder met onder meer Danny DeVito en Casey Affleck.

## Verhaal
Aan het begin van de film komt de in het plaatsje Verplanck (New York) wonende Mona Dearly (Bette Midler) om het leven wanneer ze met de auto van haar zoon Jeff (Marcus Thomas) in de rivier de Hudson belandt. Omdat er geen remsporen zijn, vindt politiechef Rash (Danny DeVito) de zaak verdacht, maar verder zijn de meeste plaatsgenoten vooral blij dat de grofgebekte en valse Mona dood is. Ook haar zoon en haar sukkelige echtgenoot Phil (William Fichtner), die later een affaire blijkt te hebben met Rona (Jamie Lee Curtis), laten geen traan om haar. De auto blijkt inderdaad gesaboteerd te zijn en een van de verdachten is Bobby (Casey Affleck), die samen met de luie Jeff een slechtlopend hoveniersbedrijf heeft en daarom een motief had. Dit stelt Rash' objectiviteit echter op de proef, want Bobby is de verloofde van zijn zwangere dochter (Neve Campbell).

## Rolverdeling
| Acteur             | Personage                      | Opmerkingen                                        |
| ------------------ | ------------------------------ | -------------------------------------------------- |
| Bette Midler       | Mona Dearly                    |                                                    |
| Danny DeVito       | Wyatt Rash                     | politieman ("chief")                               |
| William Fichtner   | Phil Dearly                    | Mona's echtgenoot                                  |
| Marcus Thomas      | Jeff Dearly                    | zoon van Mona en Phil                              |
| Jamie Lee Curtis   | Rona Mace                      |                                                    |
| Neve Campbell      | Ellen Rash                     | Wyatts dochter                                     |
| Casey Affleck      | Bobby Calzone                  | hovenier (partner van Jeff) en verloofde van Ellen |
| Kathleen Wilhoite  | Lucinda                        | garagehoudster                                     |
| Brian Doyle-Murray | collega of bekende van Lucinda |                                                    |
| Will Ferrell       | Cubby                          | begrafenisondernemer                               |
| Peter Dobson       | Feege Gruber                   | politieman (luitenant)                             |
| Paul Ben-Victor    | Tony Carlucci                  | politieman ("deputy")                              |
| Paul Schulze       | Jimmy D.                       | politieman ("deputy")                              |
| Melissa McCarthy   | Shirley                        |                                                    |
| Mark Pellegrino    | Murph Calzone                  | Bobby's broer                                      |
| Tracey Walter      | Clarence                       | getuige                                            |

## Flashbacks
De film bevat vele flashbacks, die vaak een weergave zijn van wat een persoon aan een ander vertelt en die daarom niet per se overeenkomen met de werkelijkheid en elkaar soms tegenspreken.

## Yugo's
De film begint met een statische tekst die aangeeft dat het stadje Verplanck in 1985 door een ondernemer gebruikt werd voor een proef om autootjes van het merk Yugo in de V.S. aan de man te brengen. Of dit waar is, is onduidelijk, maar in ieder geval rijden tal van personages in een Yugo rond, allemaal of de meeste met een gepersonaliseerde kentekenplaat.